# Karl Hauck (Mediävist)
Karl Hauck (* 21. Dezember 1916 in Leipzig; † 8. Mai 2007 in Münster) war ein deutscher Mediävist. Er war langjähriger Direktor des Historischen Seminars und des Instituts für Frühmittelalterforschung der Westfälischen Wilhelms-Universität Münster.

## Leben und Wirken
Der Enkel des Kirchenhistorikers Albert Hauck stammt wie dieser aus der fränkischen Müllers- und Fabrikantenfamilie Hauck. Er erhielt seine Schulbildung auf dem Königin-Carola-Gymnasium seiner Vaterstadt. Er studierte zunächst Geschichte an der Universität Leipzig, später, nach Kriegseinsatz und schwerer Verwundung, an der Reichsuniversität Straßburg, unter anderem bei Hermann Heimpel und Walter Stach. 1942 wurde er dort mit einer Arbeit zur Geschichte und mittellateinischen Philologie des 10. und 11. Jahrhunderts promoviert, 1943 habilitierte er sich in Straßburg für mittlere und neuere Geschichte. Seine beiden Brüder Albert Hauck (1913–1944) und Ernst Hauck (1919–1944) fielen an der Ostfront.
1949 wurde Karl Hauck Privatdozent, 1950 außerordentlicher Professor an der Friedrich-Alexander-Universität Erlangen-Nürnberg, 1958 erhielt er dort eine Professur für bayerische und fränkische Landesgeschichte. Einen Ruf auf den Lehrstuhl für Germanische Altertumskunde an der Ludwig-Maximilians-Universität München lehnte Hauck 1959 ab und wurde im selben Jahr Nachfolger von Herbert Grundmann auf den Lehrstuhl für Mittelalterliche Geschichte an der Westfälischen Wilhelms-Universität in Münster. 1964 lehnte er einen Ruf als Nachfolger von Gerd Tellenbach in Freiburg ab. Die Universität Münster wurde unter Hauck zu einem international anerkannten Zentrum der Mittelalterforschung und zum Vorbild für interdisziplinäre Zusammenarbeit in den Geisteswissenschaften. Hauck begründete mit dem Germanisten Friedrich Ohly 1968 in Münster den Sonderforschungsbereich 7 „Mittelalterforschung“. Es war dies der erste geisteswissenschaftliche Sonderforschungsbereich überhaupt. 1982 wurde Hauck in Münster emeritiert. Sein Nachfolger wurde Hagen Keller. Zu Haucks akademischen Schülern in Münster gehörten unter anderem Lutz E. von Padberg und Nikolaus Staubach.
Karl Hauck war Mitglied zahlreicher wissenschaftlicher Einrichtungen wie der Akademie der Wissenschaften zu Göttingen (1969), dem Deutschen Archäologischen Institut in Berlin, der Bayerischen Akademie der Wissenschaften, Medieval Academy of America der Kommission für bayerische Landesgeschichte, Accademia mediterranea delle Scienze und der Historischen Kommission für Westfalen. Für seine Forschungen wurde er vom König von Schweden als Kommandeur des königlichen Nordstern-Ordens ausgezeichnet.
Die Forschungsschwerpunkte von Hauck lagen neben der mittelalterlichen Geschichtsschreibung und Geschichtsdichtung sowie über Herrschaftszeichen und Königspfalzen vor allem auf dem Frühmittelalter. Ein Schwerpunkt bildete die seegermanisch-skandinavische Welt des 5. und 6. Jahrhunderts. Dabei fand Hauck völlig neue Zugänge durch die systematische Katalogisierung und Interpretation von über 900 goldenen Amulettbildern (Goldbrakteaten).
Hauck veröffentlichte zahlreiche Arbeiten in den Gebieten der sogenannten „Germanischen Altertumskunde“, der frühgeschichtlichen Archäologie sowie der lateinischen und germanischen Philologie des Mittelalters. Er war Begründer und von 1967 bis 1987 Herausgeber des Jahrbuchs Frühmittelalterliche Studien und Beiträger zur 2. Auflage des Reallexikons der Germanischen Altertumskunde. Hauck begründete außerdem die Publikationsreihen Arbeiten zur Frühmittelalterforschung und die Münsterschen Mittelalterschriften.
Der Nachlass von Karl Hauck wird am Zentrum für Baltische und Skandinavische Archäologie (ZBSA) auf Schloss Gottorf aufbewahrt und erschlossen.